# Duyên Than
Duyên Than (chữ Hán giản thể: 沿滩区, Hán Việt: Duyên Than khu) là một quận thuộc địa cấp thị Tự Cống, Cộng hòa Nhân dân Trung Hoa.
Quận Duyên Than được chia ra các đơn vị hành chính gồm 11 trấn và 2 hương.